# Chiesa di Santa Maria della Mercede a Montecalvario

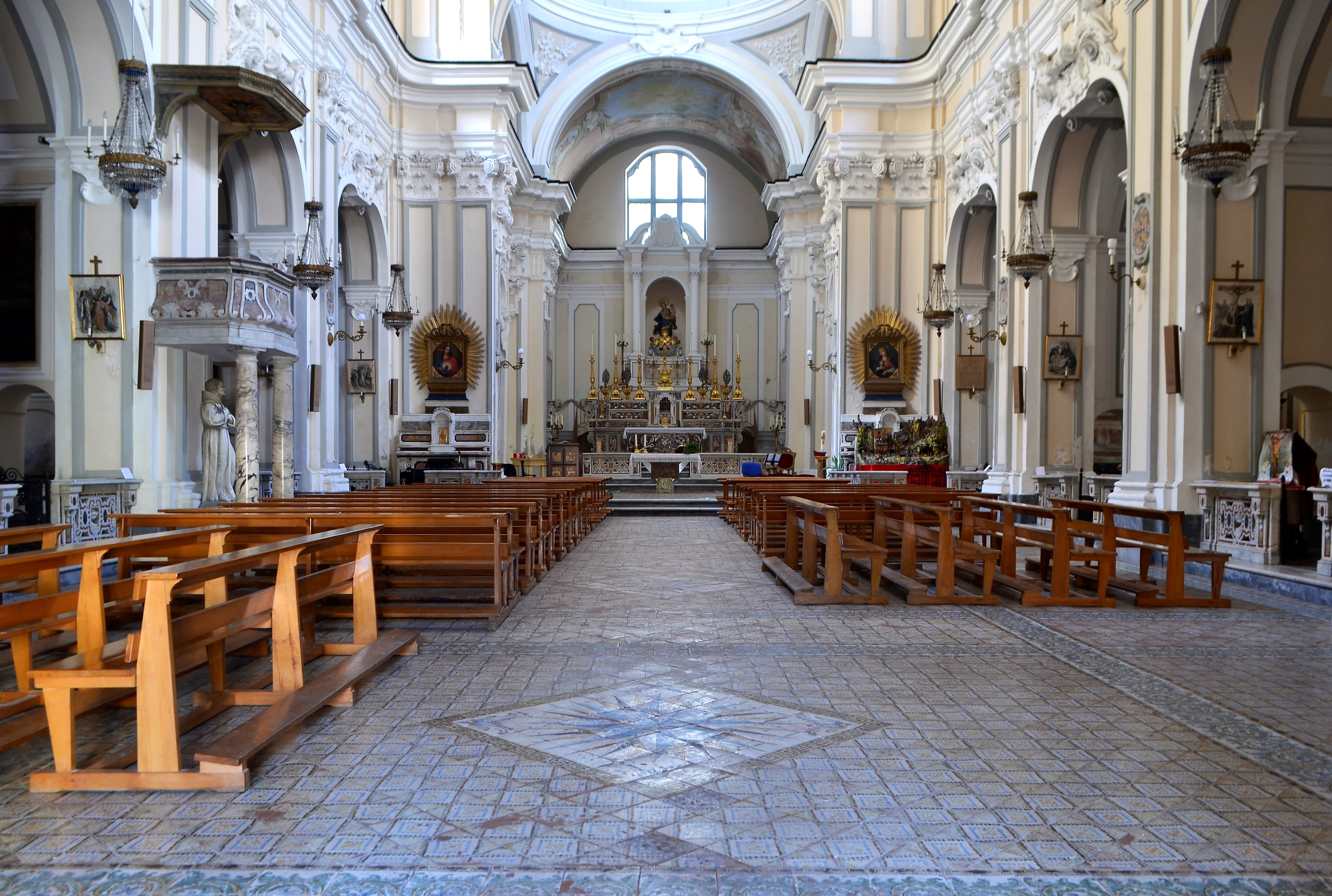
L'interno

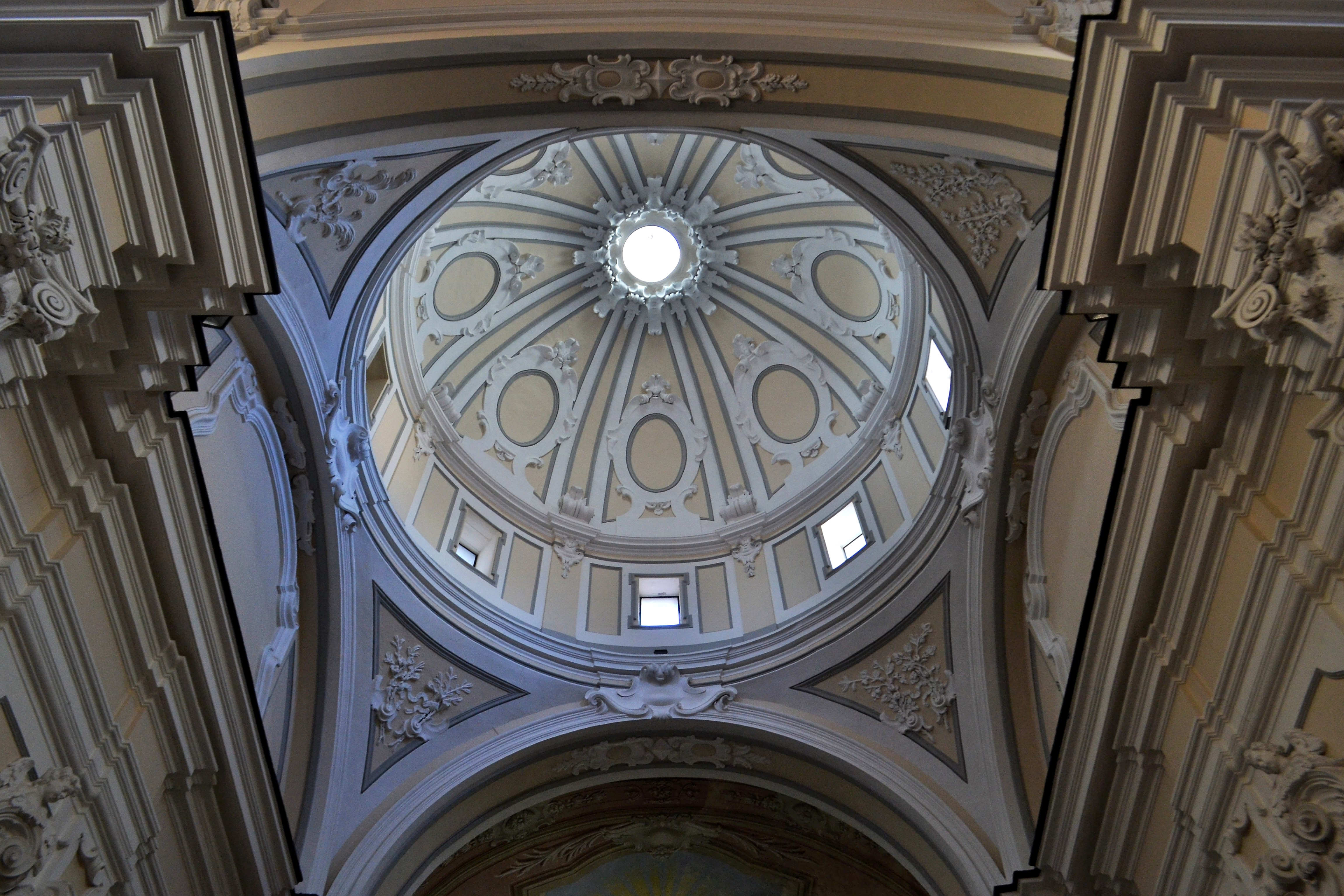
La cupola

La chiesa di Santa Maria della Mercede a Montecalvario (nota anche come chiesa di Montecalvario) è una delle chiese monumentali di Napoli, situata in largo Montecalvario.

## Storia
Il tempio venne fondato nel 1560 grazie alla nobile napoletana Ilaria D'Apuzzo, la quale, in seguito, ne fece dono al Commissariato Generale di Terra Santa dei frati minori di San Francesco. Inoltre la chiesa è ben visibile dalla Veduta di Antonio Lafreri che evidenzia l'edificio con la cupola. Negli anni ottanta del Cinquecento venne fondata la congrega dell'Immacolata Concezione.
Agli inizi del XVII secolo la chiesa fu ampliata, venendo preceduta da una scalinata monumentale e da un portico a cinque arcate; nel 1677 venne realizzato un intervento decorativo ad opera di Gennaro Schiavo che diede all'interno un tocco barocco.
Nel 1808 fu abolito il convento e trasformato in caserma. Lo spazio antistante fu riservato a mercato di commestibili con un progetto di Stefano Gasse. L'intervento distrusse la scalinata, che fu sostituita con un'anonima scala circondata dalle botteghe del Gasse. La sistemazione fu conclusa soltanto nel 1816. Dopo dieci anni i Francescani ritornarono al convento e restaurarono la chiesa; altri restauri furono effettuati nel 1858. Nella pianta dello Schiavoni si nota l'insula occupata da altri edifici.
Nel 1928, al posto del collegio della Concezione, fu innalzato un edificio scolastico, ma il complesso fu lievemente danneggiato dal terremoto dell'Irpinia del 1980 e nel 1990 fu nuovamente restaurato.
Nel 1980 è stata rinvenuta, sotto i marmi dell'altare maggiore, la predella con la processione con il sangue di San Gennaro.

## L'interno
L'interno, a navata unica con cappelle laterali e cupola, possiede l'altare maggiore della bottega del Fanzago e due acquasantiere realizzate dalla stessa bottega. Di notevole fattura sono le epigrafi, i sepolcri e le sculture custodite nelle cappelle.
Nella prima cappella sulla sinistra vi è una pregevole tavola cinquecentesca rappresentante la Madonna del Rosario col Giudizio Universale di Giovanni Demio; le rimanenti cappelle custodiscono tavole dello stesso periodo: una Deposizione di un seguace di Giovan Bernardo Lama; il Trittico con la Madonna Annunciata tra i Santi Andrea e Veronica, proveniente dalla scuola di Andrea Sabatini.
Altre opere sono di Fabrizio Santafede, Michele Curia, Leonardo Castellani, Vincenzo Diano (fratello del più noto Giacinto), Odoardo Fischetti e della scuola del Beinaschi.
La struttura ha subito anche diverse alterazioni fra il XIX secolo e il XX secolo come due finestre murate sul fianco sinistro. L'aggiunta di corpi di fabbrica e le sopraelevazioni hanno alterato i volumi originali del complesso.